# 바째현
바째현(베트남어: Huyện  Ba Chẽ / 縣𠀧扯)은 베트남 북부 홍강 삼각주 꽝닌성의 현이다. 2003년을 기준으로 이 지역의 인구는 17,335명이고, 바째현의 면적은 577km2이다. 현도는 바째 시진에 있다.

## 행정 구역
바째현에는 바째 시진과 7개의 사가 있다.

### 시진
- 바째 시진 (Thị trấn Ba Chẽ / 𠀧扯市鎭)

### 사
- 답타인 사 (Xã Đạp Thanh / 踏靑社)
- 돈닥 사 (Xã Đồn Đạc / 屯度社)
- 르엉몽 사 (Xã Lương Mông / 凉蒙社)
- 민껌 사 (Xã Minh Cầm / 鳴琴社)
- 남선 사 (Xã Nam Sơn / 南山社)
- 타인럼 사 (Xã Thanh Lâm / 淸林社)
- 타인선 사 (Xã Thanh Sơn / 淸山社)